# 约翰逊·阿吉伊-伊龙西
约翰逊·托马斯·乌蒙纳奎·阿吉伊-伊龙西（Johnson Thomas Umunnakwe Aguiyi-Ironsi；1924年3月2日—1966年7月29日），尼日利亚军事将领。伊博族人。1966年1月16日发动军事政变上台，7月29日被一群北方军官率领的反政府军推翻并杀死。

## 生平
阿吉伊-伊龙西1924年3月3日出生于尼日利亚阿比亚州乌穆阿希亚。八岁时搬到与他的姐姐Anyamma同住，其姐嫁给了塞拉利昂驻乌穆阿希亚的外交官特奥菲留斯·约翰逊(Theophilius Johnson)。阿吉伊-伊龙西对约翰逊有着父亲般的感觉，后来将约翰逊当作自己的名字。18岁的时候在他的姐姐的希望下进入尼日利亚军队。
1942年2月2日阿吉伊-伊龙西被招募入军队，后被送到英格兰受训。1949年6月12日被授予中尉军衔。不久回到尼日利亚担任尼日利亚总督约翰·麦克弗森的副官，并在英国女王伊丽莎白二世1956年访问尼日利亚时，被指定为她的侍从武官。1960年代的刚果危机期间，尼日利亚政府应联合国秘书长达格·哈马舍尔德的要求出兵刚果进行维和，伊龙西担任第5营中校营长，率军进入刚果的基伍和利奥波德维尔省。在他努力下，很快就被任命为在刚果的联合国部队指挥官。
1964年阿吉伊-伊龙西返回尼日利亚，1965年2月9日被北方人民代表大会党(NPC)和尼日利亚公民国家委员会(NCNC)组成的联合政府任命为尼日利亚陆军总司令。
1966年1月14日一个伊博族人楚库马·卡杜纳·恩泽奥古少校（Chukwuma Kaduna Nzeogwu）发动一场血腥的军事政变推翻了无能的塔法瓦·巴勒瓦(Tafawa Balewa)政府，联邦总理塔法瓦·巴勒瓦、北部州政府总理和西部州政府总理等人被杀。
1月14日阿吉伊-伊龙西被委任组成联邦军政府，并担任最高军事委员会主席。阿吉伊-伊龙西实行的中央集権統治，侵犯到地域政治家的权益，尼日利亚民族分裂和宗教分歧越来越严重。1966年7月29日，当时正在进行全国視察的阿吉伊-伊龙西，停留在伊巴丹政府大厦，凌晨，北部出身的特奥菲留斯·丹朱马中校(Theophilus Danjuma)发动军事政变，逮捕了阿吉伊-伊龙西和西部地区军事长官阿德昆勒·法朱伊中校(Adekunle Fajuyi)，后来两人的尸体被发现在附近的一个森林中，陆军参谋长雅库布·戈翁成为新的军政府国家元首。

### 最高军事委员会
|                        |                                  |      |
| 职务                   | 姓名                             | TERM |
|                        |                                  |      |
| 国家元首               | 约翰逊·阿吉伊-伊龙西少将         | 1966 |
| 尼日利亚国防部队参谋长 | 巴巴费米·奥衮迪佩准将            | 1966 |
| 陆军参谋长             | 雅库布·戈翁中校                  | 1966 |
| 东部地区军事长官       | 楚库埃梅卡·奥杜梅格伍·奥朱古中校 | 1966 |
| 西部地区军事长官       | 阿德昆勒·法朱伊中校              | 1966 |
| 中西部地区军事长官     | 戴维·埃朱尔中校                  | 1966 |
| 北部地区军事长官       | 哈桑·卡特西纳中校                | 1966 |